# PKP-Baureihe Ty45
Die PKP-Baureihe Ty45 waren Güterzug-Schlepptenderlokomotiven der Polnischen Staatsbahn PKP.
Die Lokomotiven entstanden von 1947 bis 1951 von Fablok in 190 Exemplaren und von Cegielski in 258 Exemplaren als Weiterentwicklung der PKP-Baureihe Ty37. Weitere 20 Exemplare gingen an diverse Industriebahnen in Oberschlesien. Die Lokomotive war vor allem für den Güterzugdienst auf Hauptstrecken vorgesehen, durch den niedrigen Achsdruck jedoch auch auf Nebenbahnen verwendbar.
Die Lokomotiven waren bis Anfang der 1990er Jahre im Einsatz. 14 Lokomotiven sind in Eisenbahnmuseen in Polen vorhanden, teilweise auch fahrbereit.

## Geschichte
Weil für den Transport der oberschlesischen Kohle von den Förderstellen bis zu den Häfen an der Ostsee großer Bedarf an Lokomotiven bestand, bestellte die Polskie Koleje Państwowe (PKP) nach 1945 eine größere Anzahl von leistungsstarken, schweren Lokomotiven, die konstruktiv auf der Vorkriegsbaureihe Ty37 beruhten. Die Maschinen wurden von den gleich großen Lokomotiven der DR-Baureihe 42 und der zur gleichen Zeit gebauten PKP-Baureihe Ty246 beeinflusst.
Sie erwiesen sich ebenso wie die Ty37 als kostengünstige Lokomotiven, die im ganzen Land verbreitet und wegen ihrer Zuverlässigkeit geschätzt waren. Bis Ende der 1980er Jahre waren sie bei der Staatsbahn im Einsatz, bei den letzten Industriebahnen waren sie bis 1993 vorhanden.

## Konstruktion
Die Lokomotiven waren in vielerlei Hinsicht mit der PKP-Baureihe Ty37 identisch. Äußere Unterscheidungsmerkmale waren das allseits geschlossenem Führerhaus und die Ausstattung mit einem Wannentender. Die Idee dazu stammte von der DR-Baureihe 42. Von der unmittelbar vor ihr gebauten Ty246 hatten einige Lokomotiven die Ausrüstung mit einem Stoker sowie die Bauart der Roste und Aschkasten. Der Kessel hatte eine stählerne Feuerbüchse. Die Ty45 war durch den Wannentender etwas länger als ihre Vorgängerin.
Einige Lokomotiven wurden auf Ölhauptfeuerung umgebaut, dieser Umbau wurde später wieder rückgängig gemacht. Die ersten Tender waren als Kabinentender ausgeführt, diese Bauform wurde später ausgetauscht. Alle bekannten Lokomotiven besaßen bei Dienstende Trofimoff-Schieber.